# Timocreont
Timocreont (en grec antic: Τιμοκρέων, llatí: Timocreon) va ser un poeta líric de l'antiga Grècia natural de Ialisos, a l'illa de Rodes. Fou conegut per l'esperit amarg i polèmic de la seva obra i pels atacs a Temístocles i Simònides. Va florir almenys fins al 471 aC.
A partir de fragments de la seva poesia conservats per Plutarc, es creu que era nadiu de Ialisos, a Rodes, d'on fou desterrat acusat d'afavorir els perses. Temístocles, que havia estat el seu amic, no el va ajudar tot i que estaven connectats per llaços d'hospitalitat, i encara sembla que va afavorir el seu desterrament, però el mateix poeta només l'acusa de no haver fet res perquè fos cridat de l'exili, com va fer per altres, i diu que Temístocles havia estat subornat per restar impassible. També insinua que era culpable del mateix crim per què ell havia estat desterrat. Plutarc també diu que quan Temístocles va ser desterrat li va dedicar una oda atacant-lo encara més durament, i fent una crida a les Muses perquè estenguin per tot Grècia el desterrament de Temístocles.
De la seva obra es conserven només alguns fragments, dels que es desprèn que la poesia era una ocupació accidental i no era la seva manera de guanyar-se la vida, sinó una forma d'expressar la seva forma de ser activa, les seves emocions violentes i els errors polítics, tant els seus com els dels altres. Se sap que era atleta de pentatló. Trasímac fa referència a la seva estada a Pèrsia i diu que era un home molt fort i voraç. Diògenes Laerci testimonia la seva rivalitat amb Simònides. Un epigrama de Timocreont és a l'Antologia grega. La Suda diu, per error, que era un comediògraf satíric, i que les obres contra Temístocles i Simònides corresponien a aquest gènere.